# Ohnišťany
Ohnišťany (deutsch Wochnischtian, auch Wohnistan) ist eine Gemeinde in Tschechien. Sie liegt zehn Kilometer nördlich von Nový Bydžov und gehört zum Okres Hradec Králové.

## Geographie

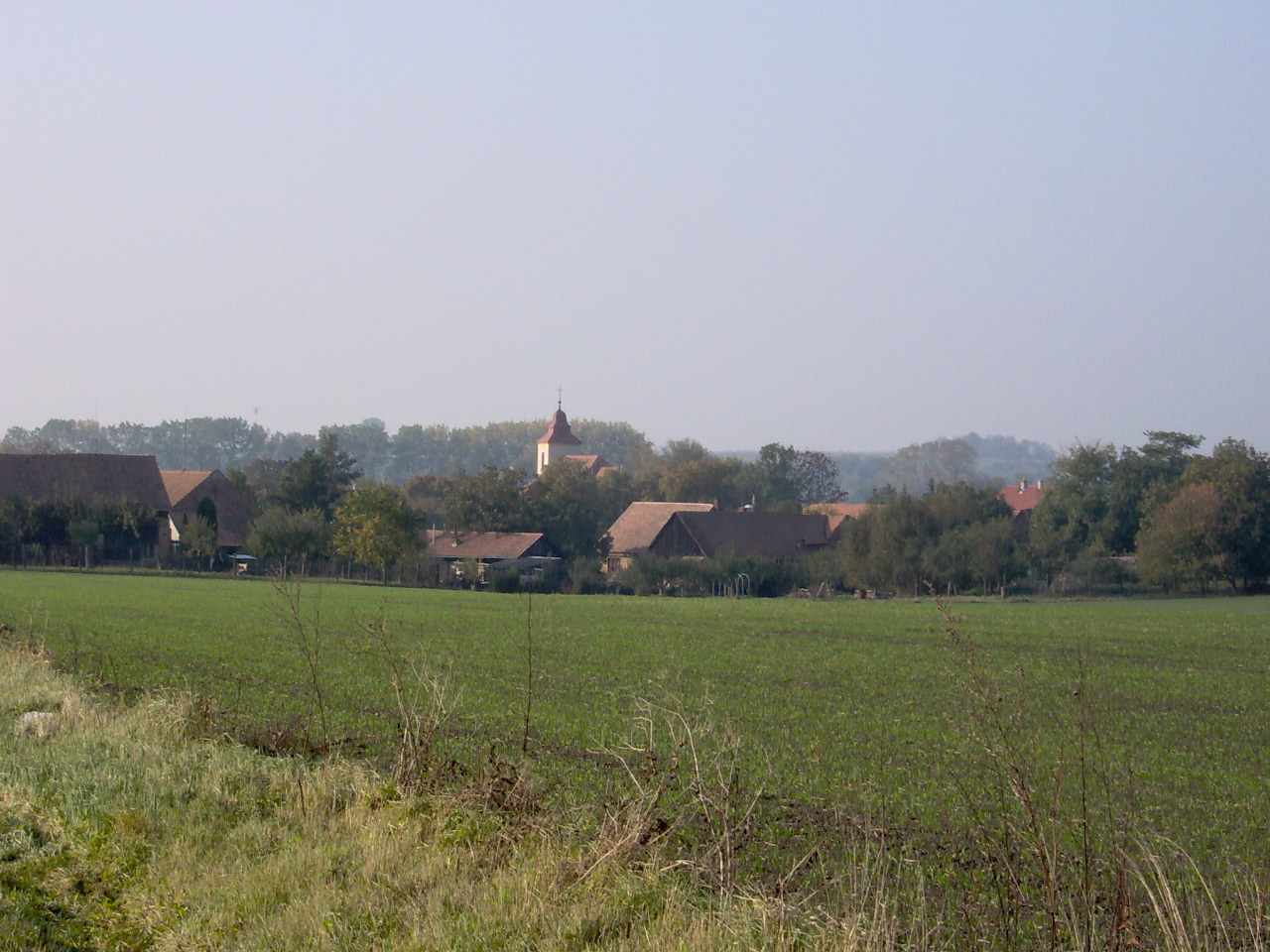
Blick auf Ohnistany

Ohnišťany befindet sich linksseitig des Baches Ohnišťanský potok auf der Ostböhmischen Tafel. Östlich erhebt sich der Hořeník (271 m) und im Nordwesten die Horka (278 m). Im Osten verläuft die Bahnstrecke Velký Osek–Trutnov.
Nachbarorte sind Obora im Norden, Tereziny Dary im Nordosten, Lískovice, Sukorady und Kouty im Osten, Šaplava im Südosten, Podlesí, Paška und Loučná Hora im Süden, Chotělice im Südwesten, Vysoké Veselí und Staré Smrkovice im Westen sowie Nevratice und Chomutice im Nordwesten.

## Geschichte
Die erste urkundliche Erwähnung von Ohnišťany erfolgte im Jahre 1318. Nördlich des alten Dorfes mit der Kirche entstand später eine weitere Ansiedlung.
Nach der Aufhebung der Patrimonialherrschaften entstanden 1850 die beiden Gemeinden Staré Ohnišťany und Nové Ohnišťany im Bezirk Nový Bydžov. 1921 wurden beide Dörfer zur Gemeinde Ohnišťany vereinigt. Seit 1961 gehört Ohnišťany zum Okres Hradec Králové.

## Gemeindegliederung
Für die Gemeinde Ohnišťany sind keine Ortsteile ausgewiesen. Zu Ohnišťany gehören die Ansiedlungen Nové Ohnišťany, Podlesí, Paška und Staré Ohnišťany. Grundsiedlungseinheiten sind Ohnišťany und Podlesí.

## Sehenswürdigkeiten
- Kirche St. Wenzel; das im 15. Jahrhundert errichtete Bauwerk erhielt seine heutige Gestalt nach dem Brand von 1804.
- neogotisches Schloss Podlesí mit englischem Park, erbaut 1877–1883 an Stelle einer Schäferei, südwestlich des Dorfes

## Söhne und Töchter der Gemeinde
- František Smetana (1914–2004), Cellist und Musikpädagoge